# Список членов Белорусского союза архитекторов

## 1934 г.
- П. Я. Амбражунас
- С. А. Асриев
- А. П. Брегман
- А. П. Воинов
- В. И. Кондратович
- З. К. Могилевчик

## 1935 г.
- И. И. Воладько
- В. Н. Вараксин
- В. Ф. Жданович
- Н. Н. Макляцова
- Н. Е. Трахтенберг

## 1936 г.
- В. М. Волчак
- Е. И. Урари
- В. И. Гусев
- В. П. Федоров

## 1937 г.
- Б. А. Борисов
- П. Я. Кузьменко
- Л. П. Мацкевич
- Т. С. Страмцов
- М. И. Тома

## 1938 г.
- И. Д. Белогорцев
- М. Ф. Кудзинов
- А. Е. Кудравицкий
- Г. А. Парсаданов

## 1939 г.
- М. Я. Мельник

## 1941 г.
- Г. В. Заборский

## 1942 г.
- В. А. Король

## 1944 г.
- В. А. Афанасьев

## 1945 г.
- С. Б. Ботковский

## 1946 г.
- В. И. Аникин
- М. И. Бакланов
- Г. М. Бенедиктов
- Л. Г. Гафо
- Н. В. Дрозды
- И. К. Елисеев
- М. С. Кацар
- И. А. Люблинский
- И. Н. Руденко
- Л. А. Стукачев
- Я. Г. Шапиро
- Н. А. -Э. Шпигельман
- П. Х. Ябров

## 1947 г.
- М. Я. Гулько
- М. Г. Дабужская
- В. И. Зайцев
- Я. В. Медведев
- Г. И. Хайкин

## 1948 г.
- В. Я. Сахно

## 1949 г.
- Л. И. Аникина
- Я. М. Мельница
- Н. А. Зельтен
- И. П. Ратьков
- Л. Д. Усова
- В. А. Чантурия

## 1950 г.
- А. И. Наконечный

## 1951 г.
- Я. Е. Бачилов
- Э. М. Гольдштейн
- Е. К. Дятлов
- Е. Л. Заславский
- М. Н. Лившиц
- Г. В. Сысоев
- Г. И. Фадеева

## 1952 г.
- А. Г. Духан
- О. Б. Ладыгина
- З. И. Озёрова
- А. Э. Фридман

## 1953 г.
- Р. В. Андреев
- П. А. Громов
- Ф.-А. А. Захре
- Э. П. Левина
- Л. Н. Рыминский

## 1954 г.
- Ш. Я. Хинчин

## 1955 г.
- С. В. Беляев
- А. Я. Зисман
- И. Д. Левин
- С. С. Мусинский
- Э. О. Шуберт

## 1956 г.
- С. Г. Абазява
- В. Н. Аладов
- Р. Г. Бекельман
- В. С. Бурлака
- И. Ф. Бурлак
- Л. А. Каджар
- Н. Г. Калиниченко
- З. Н. Левцева
- В. А. Литвинов
- Е. М. Маршак
- И. Д. Спирин

## 1957 г.
- А. Ю. Данилов
- В. А. Данилов
- А. В. Жалдаков
- А. Б. Маркарян
- Л. М. Миронова
- М. Г. Мызников
- О. Н. Наумова
- А. Н. Наумов
- Б. Н. Назаранка
- Я. М. Попова
- В. И. Предзерий
- Г. М. Синельникова
- В. П. Чернышов
- В. П. Шильниковская
- Ю. В. Шпит
- С. М. Егорова

## 1958 г.
- Р. Н. Алимов
- Н. Н. Афанасьев
- Ю. И. Глина
- Э. К. Кузнецов
- П. И. Лавренко
- А. В. Лысенко
- Т. П. Пенязьков
- И. И. Сенкевич

## 1959 г.
- С. С. Атаев
- Л. П. Афанасьев
- Р. Р. Будько
- Ю. М. Градов
- Ю. П. Григорьев
- Г. В Губиш
- А. М. Гуль
- З. Л. Дроздовская
- Л. А. Китаева
- О. П. Кудрявцева
- И. Н. Мазничка
- В. Б. Масальская
- А. В. Сычёва
- Р. Д. Шелихов

## 1960 г.
- Ю. А. Булай
- П. Р. Беляев
- А. А. Воинов
- В. И. Геращенко
- Ф. М. Иванченко
- И. Т. Коробкин
- В. Н. Малышев
- Н. Н. Мороз
- В. С. Мартьянов
- Л. Н. Погорелов
- Т. М. Пучкаева
- Я. С. Райхман
- Т. С. Серебровская
- И. А. Станилевич
- А. П. Старчай
- Г. А. Трушникова
- И. С. Фридман

## 1961 г.
- Н. И. Аладова
- А. А. Бельский
- Г. Е. Булдов
- В. Л. Бурмакин
- Э. Р. Вишневская
- Э. М. Демидов
- С. Г. Коновалов
- Д. П. Кудрявцев
- Т. И. Кузьменко
- Я. Л. Линевич
- И. И. Левша
- А. И. Макаров
- В. А. Минкин
- В. Э. Соколовский
- О. А. Сидельников
- О. Ф. Ткачук
- К. Г. Устюгов
- Ф. У. Хайруллин
- Е. А. Тюков
- М. И. Черкасова
- А. И. Ярушин

## 1962 г.
- В. В. Бажко
- М. З. Барсуков
- И. И. Бовт
- В. Н. Вараксин
- Е. П. Вернер
- Л. Б. Гельфанд
- И. И. Есьман
- И. А. Йода
- А. Т. Кучеренко
- Л. М. Левин
- В. С. Марокин
- С. Б. Невмывакин
- А. И. Потапова
- Ю. Ф. Потапов
- И. А. Сагалович
- В. А. Соколов
- Ж. С. Сахарова
- С. Д. Филимонов
- И. И. Фролов
- В. Г. Чепик
- В. М. Шевченко
- Б. О. Юртин

## 1963 г.
- Б. И. Александров
- Л. В. Архангельская
- В. А. Остопович
- И. В. Бойцова
- И. Н. Бойцов
- Э. А. Батян
- В. И. Брэдис
- Г. А. Бяганская
- А. В. Горбачев
- И. Г. Голубева
- З. С. Довгялло
- В. Н. Емельянов
- И. А. Зборовский
- Ю. А. Иванов
- И. Я. Идельсон
- А. И. Косяков
- В. В. Климов
- С. С. Корчик
- Р. М. Лесь
- З. Н. Левченко
- Л. И. Мельник
- А. Г. Мельников
- Н. М. Нядзелько
- Е. С. Пономарова
- Л. И. Прыгунова
- Н. В. Свобода
- Л. С. Сидорова
- А. К. Тен

## 1964 г.
- А. В. Гедройц
- П. Г. Журов
- А. Н. Заневский
- М. С. Заржецкий
- Э. А. Зубялевич
- Л. П. Каленикова
- Т. А. Каманина
- И. Е. Кривицкий
- Г. И. Лиопо
- А. Э. Литвинов
- С. Г. Моисеева
- А. Р. Назаров
- Л. С. Потапова
- Т. А. Пипкина
- А. И. Расейкин
- В. К. Сущиц
- И. П. Шпит
- Н. В. Ясногородская
- Е. Ф. Ясногородский

## 1965 г.
- Г. Г. Алексеева
- В. А. Бабашкин
- А. А. Березовский
- С. Б. Гинзберг
- В. Г. Зубков
- Л. А. Кожарский
- Е. К. Козлов
- А. С. Карамышев
- П. П. Краколёв
- М. П. Кунько
- А. Г. Моренич
- Р. Я. Меметов
- В. И. Начаров
- К. В. Соколова
- М. Р. Сундуков
- В. И. Серогина
- Л. Н. Тамков

## 1966 г.
- Н. Н. Афанасьева
- Э. А. Афанасьева
- В. И. Галевка
- В. Н. Гапонов
- Г. Д. Горина
- Л. А. Есьман
- Р. Н. Заикин
- Ю. И. Казаков
- Л. М. Кантарович
- Е. Я. Клаппер
- В. Г. Конюхов
- А. Е. Красовский
- В. Н. Ласкавый
- И. И. Некрашевич
- Я. А. Папов
- С. Ф. Павлов
- Л. Н. Петровская
- В. С. Саенко
- М. М. Тригубович
- С. И. Федченко
- Т. М. Ханина
- Е. РГ Цвингель
- В. Н. Шинкевич
- А. Б. Элтерман
- В. В. Ягодницкий

## 1967 г.
- Э. М. Артемчик
- Н. М. Бурдин
- И. А. Берёзкина
- А. А. Васильев
- В. В. Гараев
- В. Г. Исаченко
- И. С. Квитко
- К. С. Кракасевич
- А. Д. Кудиненко
- П. Б. Лагуновская
- Ю. Р. Лысов
- В. П. Пушкин
- Т. Г. Романовская
- П. С. Рудик
- В. Л. Сарочкин
- В. П. Сильнов
- С. Д. Стружкин
- М. Ф. Ткачук
- В. В. Троцевский
- С. Я. Ульянова
- Н. И. Темнова
- В. И. Темнов
- В. И. Юртина

## 1968 г.
- Р. Л. Артемчик
- В. С. Белянкин
- В. Г. Головачев
- А. И. Евтушенко
- В. С. Жавняк
- В. Н. Заграбельный
- С. М. Замараев
- В. И. Комар
- З. И. Конаш
- Л. В. Москалевич
- Г. Г. Меньшиков
- И. Н. Михайлов
- А. И. Михед
- Е. А. Сапианик
- В. К. Степченко
- Г. А. Федосенко
- В. И. Черноземов

## 1969 г.
- М. Т. Буйлова
- В. Г. Бурдина
- Н. В. Белов
- В. Ф. Дудин
- Ю. Н. Кишык
- Л. С. Клицунова
- Н. С. Кравкова
- И. А. Краюхина
- В. И. Круткене
- Н. А. Крылова
- Б. М. Ларчанка
- Г. В. Ласковая
- А. М. Лебедев
- А. Г. Лукомская
- А. К. Мурашкевич
- Л. А. Нордштейн
- Б. С. Папов
- С. И. Певны
- Л. Н. Петрова
- В. Я. Савельев
- Л. Я. Сагалов
- Т. Т. Семенюк
- И. П. Ситникова
- С. Л. Смирнова
- С. М. Талькачёв
- Ю. Н. Трахтенберг
- Т. И. Чернявская
- В. Л. Чистовская

## 1970 г.
- Г. Э. Бруниес
- Д. С. Воронов
- Г. М. Гвоздик
- В. П. Занкович
- А. К. Зензин
- Л. Н. Зензина
- В. И. Изергин
- И. Д. Кока
- В. Г. Крусь
- М. Б. Мартинковский
- А. И. Поляков
- А. П. Федорченко
- К. К. Хачатранц
- Т. П. Тиванов
- В. М. Чернатов
- Г. П. Чистяков

## 1971 г.
- В. В. Быков
- С. И. Василевич
- В. Ц. Васильев
- Л. А. Вильчко
- М. Т. Гордзиенко
- В. И. Григоришина
- Т. Ф. Дворина-Кляновская
- В. Я. Кондраценко
- В. Н. Каширин
- Э. Н. Клявко
- Б. А. Кожихов
- И. И. Корж
- В. В. Крамаренко
- А. А. Ладкин
- Е. Е. Линевич
- Р. М. Махмутов
- Т. А. Пересадько
- Н. И. Праколей
- Я. С. Смальговский
- А. В. Соболев
- В. М. Сухорослав
- Г. К. Тихов

## 1972 г.
- К. Н. Алексеев
- Л. Л. Березень
- Н. В. Вараксин
- И. И. Василевич
- А. М. Главинская
- А. И. Грачишников
- Н. Г. Долгих
- Н. Ф. Жлоба
- И. С. Зорин
- Т. М. Козлов
- А. П. Калныньш
- В. Т. Калюжный
- А. М. Константинович
- В. Г. Котов
- Р. И. Кривоносова
- В. Н. Кривошеев
- В. Н. Кузьменко
- К. В. Лабзов
- Л. Н. Лисовский
- У. Г. Малахов
- Ю. Н. Малевич
- А. Н. Москальково
- В. Ю. Мельцер
- С. Л. Межевич
- Л. И. Новаш
- Г. А. Патаев
- В. Г. Путров
- А. А. Собалевский
- В. И. Сахно
- А. А. Серапян
- Ю. И. Сердюков
- А. А. Снадский
- В. И. Ткачов
- А. Г. Трофимчук
- С. И. Усенко
- Е. М. Фарберов
- А. К. Шабалин
- О. В. Шубина
- А. Г. Щерба
- О. А. Юркевская
- В. Г. Ягошин
- Ю. В. Ягупов

## 1973 г.
- Г. А. Александров
- Я. Л. Барсуков
- И. Ф. Брегман
- Л. Р. Брель
- М. И. Белянкина
- И. И. Галушко
- Н. Г. Диваков
- З. И. Журавлева
- Л. С. Кравченя
- В. А. Лагуновский
- Г. С. Ларкин
- В. Г. Лахонья
- Д. М. Мохов
- Н. С. Наумов
- А. Ф. Невзоров
- Ю. А. Павалий
- В. А. Поливода
- Г. Ф. Пальчевская
- Н. В. Равяко
- Л. Н. Соболевская
- Г. М. Святский
- И. А. Ситникова
- А. И. Фридман
- Х. А. Хасьянов
- В. Д. Часнов
- В. М. Чистая
- Н. П. Егоров
- Н. Г. Якушка
- Л. И. Яршов
- А. В. Яршов

## 1974 г.
- М -В. К. Астромецкий
- Г. И. Беликов
- А. А. Брегман
- М. К. Виноград
- Т. В. Габрус
- В. Н. Гатилов
- Э. Н. Георгиева
- А. Г. Горб
- В. В. Грознов
- И. С. Журавлев
- Г. В. Заневский
- П. К. Казаков
- И. В. Король
- Р. Э. Кнауэр
- С. П. Кривошеев
- В. М. Лапцевич
- Р. Ф. Максименко
- Р. Р. Масков
- А. Л. Муладжанова
- В. А. Мякишев
- Г. Г. Тарасевич
- В. Н. Тарновский
- И. С. Федорова
- Л. И. Хаютин
- Е. Е. Цикалов
- Н. С. Шумихин
- В. И Щербина
- А. И. Шишакин

## 1975 г.
- Ю. Н. Абрамович
- С. Г. Алейникова
- В. Б. Ангелов
- В. Ф. Ачайкин
- Е. Г. Бранцов
- Л. В. Былинская
- А. А. Гончары
- И. А. Гапонов
- С. Я. Гафштейн
- Г. Г. Голубева
- В. Ф. Давыдёнок
- Ю. Г. Дементьев
- В. Н. Евдокимов
- В. С. Залевский
- Н. С. Иванов
- В. П. Ивличов
- Е. М. Ковалевский
- В. И. Карако
- Г. А. Кнауэр
- В В. Кривошеев
- А. П. Кущ
- Г. П. Латышёв
- В. Н. Малышкин
- М. Ф. Малюченко
- В. Ф. Морозов
- В. Д. Пак
- А. П. Пономарёв
- А. А. Петербуржцев
- М. М. Пирогов
- Г. А. Рожков
- Л. А. Сазонова
- Н. М. Соколова
- А. С. Сардаров
- А. И. Сорокин
- С. П. Сень
- О. И. Фарафонова
- Л. И. Чупин
- Ю. А. Шаравера
- К. И. Эпштейн
- А. Ф. Юрин
- Н. И. Янчик
- М. М. Ярков

## 1976 г.
- В. П. Аганин
- В. В. Арсеньев
- В. В. Баразненко
- А. Г. Белых
- Ю. В. Бичан
- В. Н. Беспалов
- О. А. Воробьёв
- В. З. Виткина
- Е. В. Гляцевич
- З. В. Говорова
- В. Ф. Даниленко
- В. С. Демидович
- В. И. Дроздов
- Л. Ф. Думановская
- В. Г. Духанина
- С. С. Журавлёв
- А. М. Иванчанка
- С. А. Копров
- В. И. Копылов
- Л. А. Карманова
- А. С. Кисель
- В. П. Крапивный
- Л. А. Краснобай
- Л. А. Кустова
- Ю. К. Кустов
- Л. П. Луцевич
- Г. В. Лява
- Н. А. Мацевчук
- А. П. Назаров
- И. М. Понамарёв
- Ю. П. Пурецкий
- Г. А. Пешков
- Т. Ф. Розова
- В. В. Рысаков
- В. Б. Садыков
- А. Л. Сахно
- Л. А. Скляренко
- М. С. Смирнов
- В. И. Старченко
- Л. Г. Седых
- В. Д. Талицкий
- А. В. Тылевич
- В. С. Хвяженко
- М. И. Цихава
- Ю. В. Чантурия
- А. А. Шабалин
- Б. Э. Школьников
- М. М. Шляймович
- Н. А. Шидловская
- Е. А. Яковлев

## 1977 г.
- А. И. Агафонов
- А. РГ Акентьев
- А. А. Антонова
- А. Е. Балыка
- Н. К. Белоусова
- В. Г. Браун
- Н. С. Будыка
- А. М. Быковский
- Г. Р. Виноградова
- Н. С. Волков
- Т. Е. Голиёта
- А. С. Гавриков
- Л. М. Гитлин
- А. М. Горб
- Р. В. Гринкевич
- Ю. М. Добровольский
- И. Е. Дятлов
- В. М. Дутлова
- А. Н. Иванин
- А. В. Ильинов
- Ю. С. Ивжанка
- В. Г. Калиниченко
- А. П. Корольков
- И. Е. Коростялёв
- В. К. Карунас
- В. М. Кильчицкий
- В. Г. Крищанович
- И. А. Леснякова
- С. Г. Матиашук
- А. В. Мысов
- Е. В. Мядько
- Д. С. Паташников
- И. С. Пилатович
- А. В. Петренко
- А. Н. Радзивоненко
- В. Р. Рондаль
- И. П. Ревуцкая
- С. Ф. Самбук
- Л. Н. Смирнова
- А. Г. Суслов
- В. Е. Токарова
- А. З. Цейтлин
- В. И. Чернявский
- Е. Л. Шулаева
- Л. К. Шулаев
- Ю. А. Якимович

## 1978 г.
- А. А. Бухов
- Л. П. Балицкая
- Е. А. Вильчко
- И. С. Гадэ
- Н. И. Жучко
- И. Л. Коробкин
- О. П. Козырёв
- А. И. Корбут
- А. В. Кузнецов
- В. К. Латышов
- В. А. Литов
- А. И. Малашкао
- В. Д. Марков
- В. А. Мацура
- Л. М. Неродюк
- В. М. Папов
- С. Г. Пинчук
- В. Б. Преображенский
- Н. В. Севбитов
- В. Н. Сидюк
- С. А. Смирнова
- Г. Г. Тарасова
- В. К. Филатов
- З. Р. Цвирко
- В. С. Тирш
- Н. С. Чуйко
- Г. И. Чирван

## 1979 г.
- Т. Г. Овечка
- А. М. Артюхин
- А. В. Асяненко
- В. И. Бакаев
- Э. К. Басава
- В. Н. Батузава
- В. В. Бачков
- А. И. Белоусов
- В. П. Данец
- В. Н. Данилов
- Е. Н. Дворак
- Л. Г. Зайцева
- А. В. Ивашков
- Ю. И. Иващенко
- В. В. Карпович
- В. В. Кисель
- Б. С. Костич
- А. Н. Кулагин
- И. А. Куницкий
- Т. А. Купреева
- Б. М. Молчанов
- А. С. Мальцев
- Ю. Е. Мамлин
- В. А. Марухин
- Т. В. Микаелян
- В. П. Мусиенко
- И. В. Новицкий
- В. Д. Никитин
- В. Н. Пересадько
- Т. Н. Прокопович
- Т. М. Пукач
- Ю. И. Романов
- Н. С. Солодкова
- С. П. Сахарова
- В. Г. Слюнчанка
- А. А. Суворов
- А. В. Федоренко
- А. М. Филипович
- В. Н. Телепнев
- И. С. Чериков
- Г. М. Шарий
- М. А. Шумячар
- И. И. Щакотин
- Г. П. Юменов

## 1980 г.
- А. Н. Алифиренко
- В. П. Андаралов
- В. В. Баллотин
- Л. П. Баннова
- Р. И. Белогорцев
- И. Л. Бикешчанка
- Л. К. Быстрова
- М. М. Гайдукович
- В. Э. Гольдштейн
- М. Р. Гарон
- Н. Е. Гоцина
- М. Н. Гродников
- Л. Г. Демьянова
- В. Г. Евтух
- Б. И. Ковальков
- И. А. Каменский
- Г. К. Кескевич
- В. В. Кириллов
- Н. П. Кошалёв
- И. Н. Кравец
- А. А. Крутова
- А. В. Кухаренко
- В. А. Лихополь
- С. В. Манкевич
- А. И. Машутин
- В. М. Невдах
- Ф. Ф. Пархимович
- Л. В. Павлова
- Л. М. Пилатович
- Д. М. Пулявец
- Г. Н. Саглаева
- В. В. Соколов
- В. П. Свиченский
- Н. А. Сиротина
- А. Б. Смольский
- Т. П. Станишевская
- В. А. Тычина
- Ю. Г. Тяпкин
- А. Ф. Черкассы
- В. Н. Шалковский
- Н. М. Шарая
- А. С. Шафранович
- В. Е. Евсеев

## 1981 г.
- В. И. Айсина
- И. И. Алексеенко
- В. А. Орловский
- С. Г. Багласов
- Л. С. Баскакова
- В. Н. Бегляков
- Г. В. Бокун
- Я. Ю. Болотов
- А. В. Бригадный
- В. А. Бури
- Т. В. Бутримович
- Д. И. Белецкий
- А. М. Вержук
- И. К. Виноградов
- А. Г. Волк
- Ю. П. Величко
- А. К. Галутвин
- М. Л. Гавхфельд
- Г. Б. Геравкер
- В. А. Греческий
- А. М. Гурбо
- Г. В. Гурьянов
- Г. Б. Дыдыкина
- Г. П. Жаровина
- А. М. Коллонтай
- В. В. Калнин
- А. Ц. Коротков
- В. И. Каврыгович
- А. К. Кривошеева
- В. М. Кривуля
- Н. Г. Курылина
- В. С. Ларин
- И. А. Лавренова
- Г. П. Лядзяева
- В. Г. Малахов
- А. И. Монис
- И. М. Марченко
- В. С. Москалев
- В. К. Машуков
- М. В. Михайлов
- С. П. Мульчевская
- В. Б. Новоселок
- В. М. Новиков
- М. И. Новиков
- В. В. Пахолкин
- С. А. Петраков
- В.. В. Петухов
- А. Р. Прохоров
- И. Л. Ром
- Я. С. Ром
- В. Д. Северинов
- М. А. Спясивцава
- Ю. М. Спесивцев
- Г. Л. Таневицкий
- Л. А. Таршис
- М. М. Турлюк
- Л. И. Фомин
- В. М. Хромов
- А. В. Чистый
- Л. М. Шереметьева
- В. А. Шереметьев
- В. П. Яковенко

## 1982 г.
- А. А. Бабунов
- С. И. Борисович
- В. А. Бобрик
- В. В. Васильев
- У. П. Галущенко
- И. В. Грищинский
- В. Л. Дроздовский
- А. С. Дрейцер
- Д. В. Дудниченко
- В. С. Забродец
- С. С. Иванов
- А. Р. Коноваленко
- И. И. Карват
- А. А. Каврей
- К. И. Кожич
- Я. П. Крагивной
- У. М. Кузнецов
- Ю. М. Кузьмин
- Л. М. Куртанидзе
- М. Ц. Лопата
- А. А. Мозоль
- И. В. Морозов
- Ю. А. Михайлов
- В. А. Новиков
- А. И. Старостенка
- У. М. Счислёнок
- У. Э. Сергеев
- У. С. Шалима
- А. И. Шарапова

## 1984 г.
- С. В. Аникин
- Л. М. Белоусов
- П. П. Бялюк
- С. С. Вечер
- В. М. Гапиенко
- А. Я. Гарцуева
- И. Я. Герасименко
- В. И. Гутман
- А. А. Даренский
- А. И. Дыдышко
- В. Г. Жавняк
- И. Я. Заславская
- С. Б. Ибров
- С. У. Иода
- Т. П. Колесник
- А. Я. Кондратов
- Л. П. Качановская
- У. Л. Куртанидзе
- В. Б. Куцко
- Л. П. Ларина
- Г. А. Липунов
- И. В. Лукомская
- В. В. Лукомский
- Т. И. Левданская
- М. У. Мороз
- А. И. Мартынов
- У. В. Мательский
- В. К. Мацяш
- О. И. Минаков
- И. И. Навацкая
- А. М. Перельман
- У. И. Плоткин
- М. И. Руденко
- А. А. Сазанов
- М. А. Соколов
- В. В. Саурова
- Б. Д. Сидоренко
- Г. Д. Федоров
- А. А. Фролов
- Т. В. Шаулукевич
- У. И. Оболочка
- Р. А. Шилай

## 1985 г.
- Ю. С. Ананич
- И. Б. Аникина
- М. А. Бабич
- Т. В. Богданов
- В. В. Барташевич
- А. А. Волович
- Н. И. Вапнярская
- А. А. Васкалей
- А. И. Гречин
- В. К. Зайцев
- Л. А. Костюк
- С. К. Качаев
- К. К. Керутис
- Н. Б. Кузнецова
- А. В. Лихачев
- А. Ю. Лобушкин
- Н. К. Майструк
- Н. П. Мартынова
- А. И. Ничкасов
- Т. С. Осипова
- А. Л. Папин
- Г. Я. Паркова
- М. Л. Патент
- Н. Ц. Прибыль
- А. А. Петров
- А. А. Райский
- У. У. Сорока
- В. И. Свинаренко
- Э. В. Светлов
- И. В. Синицкий
- М. М. Сутягин
- В. В. Тарасов
- Б. И. Тумащик
- И. П. Федоринчик
- А. У. Хортанович
- С. Я. Худайдатова
- Т. В. Царова
- А. И. Чадович
- М. П. Чарнска
- Л. Л. Чигаева
- Я. Я. Шаповалов
- А. Г. Шпаников
- Л. М. Шулинская
- Ю. Ю. Щербаков
- В. И. Щербич

## 1986 г.
- А. В. Афанасенко
- А. В. Бондаренко
- Г. П. Боярина
- В. А. Бирало
- В. А. Будаев
- М. С. Войтович
- А. С. Витко
- Л. С. Голубкова
- В. В. Плавильщик
- С. В. Данилов
- В. И. Дмитриченко
- П. А. Жаров
- И. А. Захарова
- Л. В. Зданевич
- П. А. Знак
- Ю. А. Комиссаров
- С. Ф. Карпович
- С. А. Карчевский
- В. М. Корень
- А. С. Кратоич
- Л. Б. Кривоносов
- Я. С. Кузнецов
- Л. П. Курзянкова
- В. М. Ладис
- А. Л. Лобов
- А. А. Лойко
- Ю. Г. Могилёвкин
- М. В. Морозюк
- Ю. В. Николаев
- И. Ю. Потапов
- И. Г. Ратников
- Л. Я. Селивончик
- А. Ф. Сидюк
- Ю. И. Сонец
- В. С. Судзиловский
- И. И. Танаевская
- А. П. Таф
- С. Г. Трофимец
- А. М. Филимонов
- И. В. Харевский
- С. А. Хомич
- В. А. Цецеравкова
- П. В. Темнов
- С. В. Черницкий
- В. С. Чумак
- В. С. Шевченко
- А. А. Штен
- С. Я. Шиманский
- В. И. Юхневская
- В. А. Ясимчук

## 1987 г.
- Т. С. Бакун
- В. К. Быковская
- Н. А. Воинова
- С. Б. Галалоб
- М. М. Горбатый
- Н. И. Граховская
- И. У. Дцюк
- Л. А. Жлоба
- Н. Г. Жуклевич
- С. Р. Козлов
- Т. В. Каленик
- Л. В. Кафанова
- А. Р. Карчевский
- Н. Б. Клявко
- В. А. Корнев
- Л. М. Краснов
- Б. С. Кудрявый
- Т. Ц. Кузнецов
- И. А. Банава
- У. М. Лагун
- А. А. Литвинова
- Т. М. Мацура
- Л. П. Маципура
- Э. В. Новиков
- Л. Р. Орсич
- Л. И. Патапейка
- В. И. Рылько
- А. Я. Садчикова
- О. В. Соколовав
- Л. Я. Сакевич
- Ю. А. Самойлик
- М. Ю. Сапунов
- С. А. Сергачев
- Н. А. Морель
- А. В. Степанов
- А. С. Трухин
- В. М. Хованский
- С. И. Кирш
- А. П. Тельцов
- М. И. Шевальзон
- А. Ф. Шевчук
- Г. Р. Штейнман
- М. В. Ярмольчик
- И. В. Яршов

## 1988 г.
- Г. Г. Баранец
- Н. С. Белогорцева
- К. В. Вазмицель
- У. М. Галковский
- А. А. Голиков
- Л. Ф. Иванченко
- М. М. Иоска
- М. Я. Калечич
- А. Я. Каптюг
- Т. Р. Карпенька
- Н. В. Кожар
- Р. В. Литвак
- С. А. Малюк
- А. Б. Морозов
- А. У. Межевич
- А. К. Падоксик
- Т. А. Паловнева
- Н. Я. Сперанская
- А. И. Супрон
- А. Б. Тараненко
- В. В. Усимов
- В. А. Фролов
- М. А. Егорова
- А. А. Якимчук
- К. К. Янчук

## 1989 г.
- Н. Г. Алексяюк
- У. Ю. Анисимов
- В. А. Брылев
- Э. Я. Волович
- У. В. Гнаява
- П. И. Журов
- В. В. Жерлицын
- М. М. Китаев
- В. Л. Кобызев
- В. А. Кузьмин
- Л. И. Ладис
- С. В. Ларин
- А. А. Литаш
- Б. У. Леденец
- В. И. Мелех
- Г. А. Мицкевич
- А. А. Новиков
- И. Б. Нечай
- Т. З. Павловская
- С. Ф. Платко
- Ю. У. Рудых
- В. В. Свинаренко
- У. Л. Стрихарь
- В. А. Талькачев
- В. С. Турлюк
- В. К. Уваров
- Л. М. Шакинка
- В. М. Шиковец

## 1990 г.
- А. А. Андраюк
- У. В. Борехов
- А. Я. Быстров
- М. А. Гаевская
- Н. Р. Голякова
- Л. П. Горбачев
- И. В. Демура
- М. Я. Малыш
- Н. С. Емельянова
- А. И. Жабрун
- Я. К. Колбович
- Т. Ф. Костич
- Ф. Н. Муладжанов
- Н. А. Самусенко
- А. Д. Северин
- Г. А. Смактунович
- А. Н. Тетерев
- Е. С. Урбан
- З. З. Хайкини
- М. М. Царик
- Б. Р. Циенский
- У. М. Шаповалов
- А. А. Шапила

## 1991 г.
- С. В. Астошонок
- А. У. Бондарчик
- Л. У. Бондарчик
- Л. У. Белякова
- И. А. Войцехович
- Д. В. Геращенко
- В. А. Денисенко
- М. Б. Исламов
- Я. М. Ивлиев
- В. И. Калечич
- Г. К. Костюкевич
- А. Е. Катович
- У. У. Кулевич
- И. М. Ротько
- Ю. Г. Соколовский
- А. В. Свишчов
- Ю. А. Смольский
- А. М. Семашка
- А. Г. Трусов
- В. В. Турко
- С. В. Чигир
- С. Л. Шайко

## 1992 г.
- В. К. Белькевич
- Я. К. Веричев
- В. В. Виславский
- А. Ю. Грибоедов
- К. Г. Джапаридзе
- А. А. Зафатаев
- У. Б. Зелянкевич
- А. П. Зиновьев
- М. П. Зуев
- М. Г. Казак
- А. И. Касабука
- С. И. Куницкий
- В. М. Майсяук
- Н. А. Манаенков
- Ю. И. Ничкасов
- М. В. Пимашков
- И. А. Савицкий
- Т. А. Свирская
- В. И. Сысоева
- Г. И. Чапурин

## 1993 г.
- Д. С. Бубновский
- Л. Л. Жук
- И. И. Кананович
- Т. П. Лабинская
- Т. М. Папков
- А. М. Раинчик
- Д. В. Сидельников
- И. В. Черепович

## 1994 г.
- М. А. Поляков
- Т. И. Пешкова
- Ю. У. Прудялюк
- М. Б. Самосюк
- С. Л. Стоцкий

## 1995 г.
- А. И. Андрончик
- А. Ф. Базевич
- В. У. Буры
- О. Б. Василенко
- А. М. Волах
- С. А. Голашов
- М. М. Жулева
- И. М. Козловский
- Л. А. Кищук
- И Я. Кратович
- Д. А. Крышовей
- Т. А. Лобанова
- Э. А. Мартинчик
- М. И. Миклашевич
- В. Ф. Санникова
- Т. А. Щаброва

## 1996 г.
- А. В. Ангелова
- А. И. Гришан
- В. С. Карпенька
- В. В. Руцкий
- А. А. Середич

## 1997 г.
- В. И. Архангельский
- А. Ф. Канцеров
- Д. А. Касьяненко
- А. С. Пархута
- В. И. Потапов
- С. Ф. Ткаченко
- П. И. Чуев

## 1999 г.
- А. А. Борисенко
- К. Б. Бражник
- А. С. Вашкевич
- Н. В. Дарашкевич
- Р. Ш. Давлетшин
- М. М. Кундалини
- В. И. Карасев
- А. У. Касаткин
- А. А. Лапко
- И. У. Лапунов
- П. А. Ляшкович
- А. Д. Михайлюков
- Г. В. Полянская
- В. У. Сготская
- Б. А. Хасан
- В. А. Циенская
- М. М. Чураба

## 2000 г.
- Н. Н. Барабанова
- И. И. Бельтюкова
- В. В. Бельтюков
- Л. А. Верхалап
- Я. К. Гешчанок
- И. В. Гудзик
- Т. У. Зубела
- С. И. Кавыров
- С. А. Кизилова
- С. Р. Моисеенко
- И. Г. Малков
- А. В. Радзюк
- Т. П. Розанова
- Т. В. Сивая
- А. А. Стоянов
- В. И. Степанкович
- О П. Талочка
- А. И. Усольцев
- А. И. Тишкевич

## 2001 г.
- А. И. Дубаневич
- Р. А. Зелинский

## 2002 г.
- И. В. Варанец
- С. Л. Варанец
- А. А. Елиневская
- И. Д. Елиневский
- М. В. Женева
- В. И. Кулин
- А. И. Локотко
- Р. Б. Ладзенко
- В. Г. Маматюк
- Л. У. Мельцер
- А. П. Назарук
- В. А. Ратомский
- Л. А. Степанова

## 2003 г.
- Е. П. Арабей
- В. У. Богатырёв
- А. У. Баяк
- В. В. Бесправная
- Г. И. Валейша
- В. У. Дражин
- А. Б. Захарчук
- Э. Я. Иткина
- Н. Г. Кармановав
- Д. Ю. Мерзляков
- В. С. Назарук
- Т. С. Путкова
- У. П. Ромашкова
- В. А. Савенков
- А. А. Сорокин
- Л. У. Силин
- Т. М. Смирнова
- С. И. Сырисько
- М. И. Сятков
- Ю. А. Хулялев
- С. А. Тишкевич
- И. А. Чижик
- О. В. Шимборецкий
- О. Ф. Ярошевич